# Рыбница (Коми)
Рыбница — поселок в муниципальном районе «Печора» Республики Коми. Входит в сельское поселение «Каджером».

## Географическое положение
Поселок расположен в 105 км на юго-запад от города Печора.

## Климат
Климат умеренно-континентальный, лето короткое и умеренно-холодное, зима многоснежная, продолжительная и умеренно-суровая. Климат относится к умеренно холодному климатическому району. Климат формируется в условиях малого количества солнечной радиации зимой, под воздействием северных морей и интенсивного западного переноса воздушных масс. Вынос теплого морского воздуха, связанный с прохождением атлантических циклонов, и частые вторжения арктического воздуха с Северного Ледовитого океана придают погоде большую неустойчивость в течение всего года. Среднегодовая температура воздуха составляет −2,7°С. Средняя месячная температура самого холодного месяца — января −19,5°С. Абсолютный минимум — 55°С (1973 г.). Средняя месячная температура самого теплого месяца — июля 16°С. Абсолютный максимум +35°С (1954 г.). Число дней со средней суточной температурой воздуха выше нуля градусов составляет 162.

## История
В 1939 году на участке Котлас — Кожва заключенными были построены первые полустанки, в том числе и полустанок Рыбница. Железнодорожная магистраль делит поселок на две части.
В те времена названия поселков давались по ручейкам, по речкам. По рассказам старожилов в реке водилось очень много разной рыбы: щука, карась, язь, хариус, пелядь и другая. Местное население, которое жило на территории поселка, ловило рыбу льняными рубашками. По изобилию рыбы в реке эту речку стали называть Рыбница. В лесу было множество зверей: медведи, лоси, лисы. Не счесть и разнообразной дичи: глухарей, рябчиков, косачей, куропаток.
В 4 километрах, севернее от п. Рыбница, находился поселок 45 — место дислокации спецпереселенцев: немцев, литовцев, украинцев, молдован — людей из разных уголков СССР. В 8 километров, севернее п. Рыбница — поселок Лазарет, где располагался небольшой госпиталь, в котором лечили больных и раненых.
В начале 1940-х годов построили первый железнодорожный вокзал, а кругом него были землянки, небольшие жилые домики. Первые жители п. Рыбница — заключенные, охранники и руководство зоны, позже спецпереселенцы.

## Инфраструктура
В поселке работает МОУ «Начальная школа-детсад», отделение связи, фельдшерско-акушерский пункт, библиотека, клуб, магазин «Севертрейд» и магазин Сосногорского ОРСА.

## Население
| 2010 |
| ---- |
| 151  |

В 1959 году в поселке проживало 535 человек; в 1970 г.- 652 чел.; в 1979 г. — 532 чел.; в 1989 г. — 379 чел., из них 52 % — русские, 22 % — коми; в 1995 г. — 361чел.; в 1998 г. — 318 чел.; в 2000 г. — 310 чел.; в 2002 г. — 212 чел.
Национальный состав (2002): русские — 53 %, коми — 26 %.